# Рихтер, Оттон Оттонович
Барон Оттон Оттонович Рихтер (нем. Otto Theodor von Richter; 26 июня 1871, Грац — пропал без вести в 1920) — российский контр-адмирал, участник Цусимского сражения и подавления беспорядков в Прибалтике в 1905—1906 годах. Потомственный дворянин Прибалтийского края, сын Оттона Борисовича Рихтера.

## Биография
- 1888 — Поступил на службу.
- 1891 — Окончил Морской кадетский корпус. В списке выпуска 14-й по успеваемости.
- 14 сентября 1891 — Мичман. Зачислен в состав Сибирского флотского экипажа.
- 31 декабря 1891 — Переведен в состав Балтийского флота.
- 1891—1893 — В плавании на корвете «Витязь» в качестве вахтенного офицера. В честь Рихтера был назван мыс[3] на полуострове Корея с координатами 39º53' сев. широты 127º48' вост. долготы[4].
- 1893 — По прибытии корабля во Владивосток зачислен в Сибирский флотский экипаж.
- 1893—1896 — Младший флаг-офицер Штаба начальника Соединенных эскадр в Тихом океане.
- 30 октября 1895 — Лейтенант за отличие по службе.
- 1896 — Переведен на Балтийский флот.
- 1896 — Участвовал в Коронационных торжествах.
- 1897—1898 — В плавании на Дальний Восток на эскадренном броненосце «Сисой Великий».
- 17 октября 1898 — Уволен в отпуск по болезни на 6 месяцев.
- 16 сентября 1899 — По окончании курса Учебно-артиллерийской команды (по 1-му разряду) зачислен в артиллерийские офицеры 2-го разряда.
- 11 октября 1899 — Зачислен в экипаж крейсера «Варяг», строившегося на заводе Чарльза Крампа в Филадельфии (США), в качестве младшего артиллерийского офицера.
- 5 июня 1901 — Убыл в госпиталь.
- 9 ноября 1901 — 6 декабря 1902 — И.д. старшего артиллерийского офицера крейсера «Варяг».
- 1902 — После окончания Артиллерийского офицерского класса зачислен в артиллерийские офицеры 1-го разряда.
- 1903 — Назначен в оперативное отделение Главного морского штаба.
- 17 мая 1904 — Причислен к 19-му флотскому экипажу. Командир миноносца «Быстрый» в составе 1-го отряда миноносцев 2-й Тихоокеанской эскадры.
- 6 декабря 1904 — оклад капитан-лейтенанта (по ст.9 Положения о морском цензе для офицеров флота).
- 14-15 мая 1905 — Участвовал в Цусимском сражении. Преследуемый противником, выбросил миноносец на берег и взорвал его, эвакуировав команду на берег. Позже команда была взята в плен японским десантом со вспомогательного крейсера «Касуга-Мару».
- 20 мая 1905 — Капитан 2-го ранга за отличие.
- 1905 — Отличился при подавлении волнений в Прибалтике в составе морских карательных батальонов.
- 17 марта 1906 — Состоялся Высочайший смотр 1-го морского батальона под командою капитана 2-го ранга Рихтера. Николай II отметил в дневнике: «Люди имели великолепный и здоровый вид; они только что вернулись из похода в Эстлянд. губернию, где пробыли три месяца».
- 29 апреля 1906 — Прикомандирован к Управлению Морского Главного Штаба.
- 4 сентября 1906 — Делопроизводитель Морского Главного Штаба.
- 9 апреля 1907 — Командир эскадренного миноносца «Всадник» 1-й минной дивизии.
- 14 октября 1909 — Начальник 4-го дивизиона эскадренных миноносцев Балтийского моря.
- 18 сентября 1910 — Начальник оперативного отдела Штаба Начальника действующего флота Балтийского моря.
- 10 апреля 1911 — Капитан 1-го ранга за отличие по службе.
- 30 мая 1911 — Начальник оперативного отдела Штаба Начальника морских сил Балтийского моря.
- 14 августа 1913 — И. д. командира линейного корабля «Слава».
- 18 ноября 1913 — Командир линейного корабля «Слава».
- 23 июня 1915 — Начальник отряда судов Або-Оландской шхерной позиции Морской крепости Императора Петра Великого.
- 12 ноября 1915 — Контр-адмирал «за отличную ревностную службу и особые труды, вызванные обстоятельствами военного времени».
- 12 декабря 1916 — Зачислен в резерв чинов Морского министерства.
- 10 мая 1917 — Член Комиссии по выработке новой формы одежды для офицерских чинов флота и морского ведомства.
- 10 августа 1917 — Уволен от службы.
- 26 сентября 1917 — Вновь призван на службу.
- 1917—1919 — Находился в командировке в США по делам флота.
- 18 марта 1919 — Рабочий на судостроительном заводе в Ванкувере.
- 25 марта 1919 — Приглашен для службы в Омск.
- 30 мая 1919 — Зачислен в списки чинов Морского министерства Всероссийского правительства Колчака.
- 1 июня 1919 — Убыл из Владивостока в Омск.
- 10 июня 1919 — Прикомандирован к ГУЛИСО Морского министерства.
- 18 июня 1919 — Член Морского совещания при Морском министерстве.
- 26 июля 1919 — Главноначальствующий санитарно-эвакуационной частью.
- Ноябрь 1919 — Выбыл в одном из литерных поездов из Омска во Владивосток. Во Владивосток не прибыл.

## Награды
- Орден Святого Владимира IV степени (25.06.1901) — «За самоотверженный и человеколюбивый поступок, граничащий с самопожертвованием при исполнении своего долга»
- Орден Святого Станислава III степени
- Орден Святого Станислава II степени (06.12.1906)
- Орден Святой Анны II степени с мечами (08.01.1907)
- Орден Святого Владимира III степени (06.12.1914)
- Мечи к ордену Святого Владимира (19.10.1915)
- Медаль «В память царствования императора Александра III» (1896)
- Медаль «В память коронации Императора Николая II» (1896)
- Светло-бронзовая медаль в память русско-японской войны 1904—1905 гг. (1906)
- Медаль «В память 300-летия царствования дома Романовых» (1913)
- Медаль «В память 200-летия морского сражения при Гангуте» (1915)
- Золотой знак в память окончания курса Морского корпуса (1910)
- Бухарский орден Золотой звезды III степени (1896)
- Кавалерский крест французского ордена Почётного легиона (1896)
- Офицерский крест ордена Почётного легиона (1909)
- Китайский орден Двойного дракона III степени II класса (1902)

## Семья
- Супруга: баронесса Наталья Николаевна фон Рихтер, урождённая баронесса фон Корф (14 октября 1864 — 29 июня 1934, Рига). Брак заключен 26 мая 1903 года.